# Championnat de Saint-Marin de football 2019-2020
Navigation
Saison 2018-2019 Saison 2020-2021
La saison 2019-2020 du championnat saint-marinais de football est la trente-cinquième édition de la première division saint-marinaise.
Les quinze équipes sont réparties en deux groupes; une avec huit équipes et une seconde avec sept. Les équipes joueront une fois contre les équipes de leur propre groupe. À la fin de la première phase, les quatre premiers de chaque groupe passeront au groupe 1 de la deuxième phase. Toutes les autres équipes passeront au groupe 2 de la deuxième phase.
À l'issue de la deuxième phase, les six premiers du groupe 1, le premier du groupe 2 et le vainqueur d'un barrage entre le deuxième et troisième du groupe 2 se qualifient pour la phase finale pour se disputer la victoire finale.
Deux places du championnat sont qualificatives pour les compétitions européennes, la troisième place revenant au vainqueur de la Coupe de Saint-Marin de football.
Le 16 juin 2020, la Fédération de Saint-Marin de football annonce la fin des compétitions nationales, les places européennes revenant aux trois premiers du championnat lors de l'arrêt de la compétition. Le SP Tre Fiori est déclaré champion.

## Équipes participantes
Légende des couleurs
- Tour préliminaire de la Ligue des champions 2019-2020
- Tour préliminaire de la Ligue Europa 2019-2020

| Club                | Classement 2018-2019            |
| ------------------- | ------------------------------- |
| SP Tre Penne        | Champion                        |
| SP La Fiorita       | Finaliste Vainqueur de la Coupe |
| SP Tre Fiori        | Troisième                       |
| AC Libertas         | Quatrième                       |
| AC Juvenes/Dogana   | Cinquième                       |
| SS Folgore/Falciano | Sixième                         |
| SS Murata           | Septième                        |
| FC Fiorentino       | Huitième                        |
| SS Pennarossa       | 7e Groupe 1                     |
| FC Domagnano        | 8e Groupe 1                     |
| SS Cosmos           | 3e Groupe 2                     |
| SC Faetano          | 4e Groupe 2                     |
| SP Cailungo         | 5e Groupe 2                     |
| SS San Giovanni     | 6e Groupe 2                     |
| SS Virtus           | 7e Groupe 2                     |

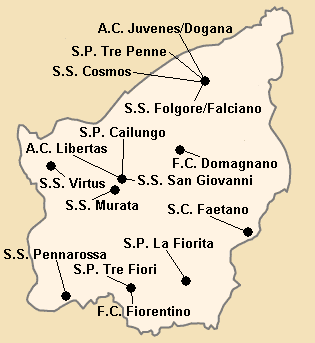
Localisation des clubs engagés dans le championnat.

En raison du peu de nombre de stades se trouvant sur le territoire de Saint-Marin, les matchs sont joués par tirage au sort sur un des six stades suivants :
- Stadio Olimpico (Serravalle)
- Campo di Fiorentino (Fiorentino)
- Campo di Acquaviva (Chiesanuova)
- Campo di Dogana (Serravalle)
- Campo Fonte dell'Ovo (Domagnano)
- Campo di Serravalle (Serravalle)

## Compétition

### Critères pour le classement de la première phase
Les équipes sont classées selon leur nombre de points, lesquels sont répartis comme suit : trois points pour une victoire, un point pour un match nul et zéro point pour une défaite. Pour départager les égalités, les critères suivants sont utilisés :
1. Différence de buts générale
2. Nombre de buts marqués
3. Plus grand nombre de points obtenus dans les matchs de groupe disputés entre les équipes concernées
4. Meilleure différence de buts dans les matchs de groupe disputés entre les équipes concernées
5. Plus grand nombre de buts marqués lors des matchs de groupe disputés entre les équipes concernées

### Critères pour le classement de la deuxième phase
Pour départager les égalités de points, les critères suivants sont utilisés :
1. Plus grand nombre de points obtenus dans les matchs de groupe disputés entre les équipes concernées
2. Meilleure différence de buts dans les matchs de groupe disputés entre les équipes concernées
3. Plus grand nombre de buts marqués lors des matchs de groupe disputés entre les équipes concernées
4. Différence de buts générale
5. Nombre de buts marqués

Si deux équipes sont à égalité parfaite au terme du championnat et que le titre de champion, la qualification à une compétition européenne ou la relégation sont en jeu, les deux équipes doivent se départager au cours d'un match d'appui disputé sur terrain neutre.

### Première phase
Légende des classements
- Équipes placées dans le groupe 1
- Équipes placées dans le groupe 2

| Rang | Équipe              | Pts | J | G | N | P | Bp | Bc | Diff |
| ---- | ------------------- | --- | - | - | - | - | -- | -- | ---- |
| 1    | SP La Fiorita       | 17  | 7 | 5 | 2 | 0 | 10 | 3  | +7   |
| 2    | SP Tre Fiori        | 14  | 7 | 4 | 2 | 1 | 15 | 7  | +8   |
| 3    | SS Murata           | 13  | 7 | 4 | 1 | 2 | 11 | 8  | +3   |
| 4    | SS Folgore/Falciano | 12  | 7 | 3 | 3 | 1 | 15 | 6  | +9   |
| 5    | SS Pennarossa       | 12  | 7 | 4 | 0 | 3 | 11 | 11 | 0    |
| 6    | FC Domagnano        | 7   | 7 | 2 | 1 | 4 | 8  | 13 | -5   |
| 7    | SC Faetano          | 4   | 7 | 1 | 1 | 5 | 6  | 11 | -5   |
| 8    | AC Juvenes/Dogana   | 0   | 7 | 0 | 0 | 7 | 5  | 22 | -17  |

| Rang | Équipe          | Pts | J | G | N | P | Bp | Bc | Diff |
| ---- | --------------- | --- | - | - | - | - | -- | -- | ---- |
| 1    | SP Tre Penne    | 18  | 6 | 6 | 0 | 0 | 20 | 5  | +15  |
| 2    | AC Libertas     | 15  | 6 | 5 | 0 | 1 | 16 | 6  | +10  |
| 3    | SP Cailungo     | 12  | 6 | 4 | 0 | 2 | 7  | 7  | 0    |
| 4    | SS Virtus       | 7   | 6 | 2 | 1 | 3 | 10 | 11 | -1   |
| 5    | SS San Giovanni | 6   | 6 | 2 | 0 | 4 | 6  | 13 | -7   |
| 6    | FC Fiorentino   | 4   | 6 | 1 | 1 | 4 | 8  | 13 | -5   |
| 7    | SS Cosmos       | 0   | 6 | 0 | 0 | 6 | 4  | 16 | -12  |

Source : UEFA (mise à jour le 1er janvier 2020)

### Phase régulière
L'UEFA annonce après le championnat fin juillet que le SS Folgore/Falciano est banni de toutes compétitions européennes pour la saison 2020-2021 en raison d'un match truqué en 2016.
Légende des classements
- Équipe qualifiée pour le tour préliminaire de la Ligue des champions de l'UEFA 2020-2021
- Équipes qualifiées pour le tour préliminaire de la Ligue Europa 2020-2021

| Rang | Équipe              | Pts | J | G | N | P | Bp | Bc | Diff |
| ---- | ------------------- | --- | - | - | - | - | -- | -- | ---- |
| 1    | SP Tre Fiori        | 20  | 8 | 6 | 2 | 0 | 23 | 10 | +13  |
| 2    | SS Folgore/Falciano | 16  | 8 | 4 | 4 | 0 | 14 | 3  | +11  |
| 3    | SP Tre Penne        | 15  | 8 | 4 | 3 | 1 | 13 | 8  | +5   |
| 4    | SP La Fiorita       | 14  | 8 | 4 | 2 | 2 | 13 | 8  | +5   |
| 5    | SS Virtus           | 7   | 8 | 2 | 1 | 5 | 14 | 18 | -4   |
| 6    | SS Murata           | 7   | 8 | 2 | 1 | 5 | 10 | 17 | -7   |
| 7    | AC Libertas         | 5   | 8 | 1 | 2 | 5 | 5  | 17 | -12  |
| 8    | SP Cailungo         | 4   | 8 | 1 | 1 | 6 | 9  | 19 | -10  |

| Résultats (▼dom., ►ext.)                                   | CAI | FOL | LFI | LIB | MUR | TFI | TPE | VIR |
| SP Cailungo                                                |     |     |     | 0-1 | 1-1 |     | 0-1 | 1-4 |
| SS Folgore/Falciano                                        | 3-0 |     | 2-0 | 0-0 | 5-0 |     | 0-0 |     |
| SP La Fiorita                                              | 2-1 |     |     | 5-0 | 2-1 | 1-2 |     |     |
| AC Libertas                                                |     | 1-1 |     |     |     | 1-4 |     | 2-3 |
| SS Murata                                                  |     |     | 1-2 | 1-0 |     | 1-2 |     |     |
| SP Tre Fiori                                               | 6-3 | 1-1 |     |     |     |     | 3-3 | 3-1 |
| SP Tre Penne                                               |     |     | 1-1 | 3-0 | 2-1 | 0-2 |     | 3-1 |
| SS Virtus                                                  | 1-3 | 1-2 | 0-0 |     | 3-4 |     |     |     |
| - Victoire à domicile - Match nul - Victoire à l'extérieur |     |     |     |     |     |     |     |     |

| Rang | Équipe            | Pts | J | G | N | P | Bp | Bc | Diff |
| ---- | ----------------- | --- | - | - | - | - | -- | -- | ---- |
| 1    | SC Faetano        | 19  | 7 | 6 | 1 | 0 | 17 | 6  | +11  |
| 2    | SS Pennarossa     | 14  | 7 | 4 | 2 | 1 | 22 | 12 | +10  |
| 3    | FC Domagnano      | 13  | 7 | 4 | 1 | 2 | 12 | 6  | +6   |
| 4    | SS Cosmos         | 8   | 6 | 2 | 2 | 2 | 10 | 12 | -2   |
| 5    | FC Fiorentino     | 5   | 7 | 1 | 2 | 4 | 9  | 21 | -12  |
| 6    | SS San Giovanni   | 3   | 7 | 0 | 3 | 4 | 6  | 12 | -6   |
| 7    | AC Juvenes/Dogana | 3   | 7 | 0 | 3 | 4 | 4  | 11 | -7   |

| Résultats (▼dom., ►ext.)                                   | COS | DOM | FAE | FIO | JUV | PEN | SGI |
| SS Cosmos                                                  |     | 1-0 | 1-3 | -   | -   | -   | 3-3 |
| FC Domagnano                                               | -   |     | -   | -   | 2-1 | 4-0 | 2-1 |
| SC Faetano                                                 | -   | 1-0 |     | 4-0 | 3-1 | -   | 1-0 |
| FC Fiorentino                                              | 1-1 | 1-3 | -   |     | -   | 1-4 | -   |
| AC Juvenes/Dogana                                          | 0-3 | -   | 1-2 | 1-1 |     | 0-0 | -   |
| SS Pennarossa                                              | 5-1 | -   | 3-3 | 7-3 | -   |     | -   |
| SS San Giovanni                                            | -   | 1-1 | -   | 1-2 | 0-0 | 0-3 |     |
| - Victoire à domicile - Match nul - Victoire à l'extérieur |     |     |     |     |     |     |     |

### Barrage
Le barrage est annulé en raison de la pandémie de Covid-19
| Barrage | 2e du groupe 2 | Annulé | 3e du groupe 2 |  |
| 2020    |                |        |                |  |

### Phase finale
La phase finale est annulée en raison de la pandémie de Covid-19.

## Bilan de la saison
| Championnat de Saint-Marin de football 2019-2020 |                         |
| Champion                                         | SP Tre Fiori (8e titre) |
| Coupes et trophées                               |                         |
| Vainqueur de la Coupe de Saint-Marin 2019-2020   | Non attribuée           |
| Qualifications continentales                     |                         |
| Ligue des champions de l'UEFA 2020-2021          | SP Tre Fiori            |
| Ligue Europa 2020-2021                           | SP Tre Penne            |
| Ligue Europa 2020-2021                           | SP La Fiorita           |
| Promotions et relégations                        |                         |
| Promus en Championnat de Saint-Marin de football | Aucun                   |
| Relégués                                         | Aucun                   |